# 盖瑟尔贝格
盖瑟尔贝格是德国莱茵兰-普法尔茨州的一个市镇。总面积6.33平方公里，总人口875人，其中男性430人，女性445人（2011年12月31日），人口密度138人/平方公里。